# Ulak Depati
Ulak Depati is een bestuurslaag in het regentschap Ogan Komering Ilir van de provincie Zuid-Sumatra, Indonesië. Ulak Depati telt 1084 inwoners (volkstelling 2010).